# Illyrisches Klima

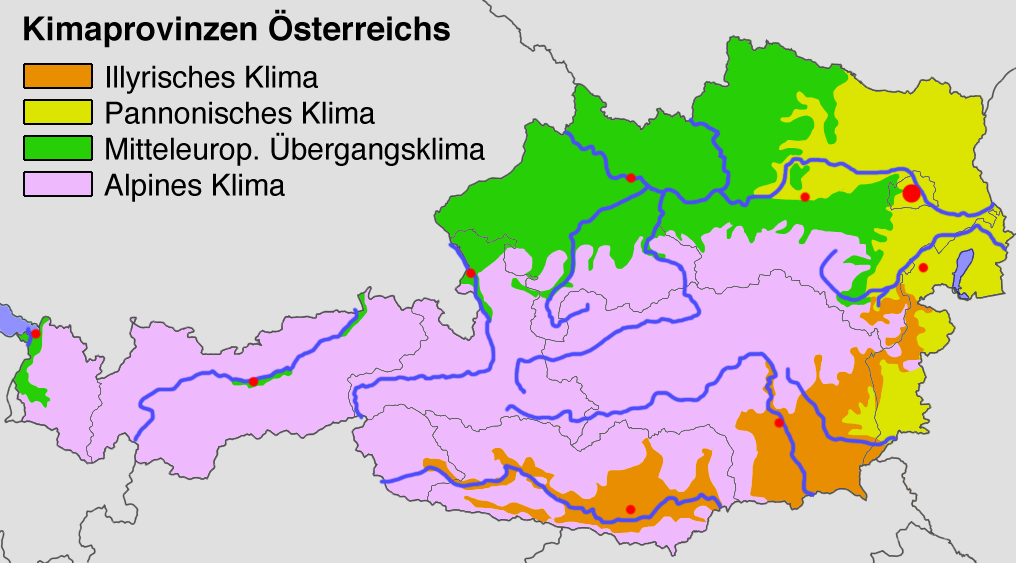
Die „klassisch“ österreichischen Klimaprovinzen

Das Illyrische Klima ist eine der vier nationalen Klimaprovinzen Österreichs, die charakteristisch für die Hügel- und Flachländer südlich der Alpen (Grazer Becken) ist. Es herrscht in Slowenien und im Südosten von Österreich. Es ist das Übergangsklima zwischen mediterranem, Alpen- und pannonischem Klima.
Vom ähnlichen Klima Pannoniens unterscheidet es sich durch eine weitaus höhere Niederschlagsmenge (vor allem im Spätsommer und Herbst), bedingt durch das Vordringen von Mittelmeertiefs, die sich an der Südabdachung der Alpen abregnen und eine häufig hohe Luftfeuchtigkeit (zudem große Gewitterhäufigkeit). Geschützt durch die Alpenbarriere weist die Region eine sehr hohe Anzahl an Sonnenstunden und Sommermittel von über 20 °C auf. Dies äußert sich auch in der Vegetation, die in mittleren Höhenlagen (400 – 700 m) u. a. von natürlich vorkommenden Edelkastanien- und Flaumeichenwäldern sowie submediterranen Elementen wie dem Perückenstrauch (Cotinus coggygria) und der Manna-Esche (Fraxinus ornus) gekennzeichnet ist. Im Winter sind die Ebenen kühl und nebelanfällig ähnlich wie die Tiefebene Oberitaliens, die mittleren Lagen (sog. Riedellagen) aber oft recht sonnig und mild. In den Tälern und Becken entstehen oft Inversionswetterlagen mit relativ niedrigen Temperaturen.
Charakteristisch ist in Teilen Sloweniens die Bora, ein kalter Ausgleichswind zwischen pannonischer Tiefebene und oberer Adria durch die Lücke zwischen Alpen und Dinariden.
Im Vergleich zu den international üblichen Klimaklassifikationen entspricht das Illyrische Klima nach Köppen & Geiger einem Übergangsklima zwischen Cfa- (Mediterranes Ostseitenklima) und Dfb-Klima (Sommerheißes und sommerwarmes feuchtes Kontinentalklima). Auf aktuellen Köppen-Karten fällt der Raum entweder unter Dfb oder Cfb Bei der Troll-Paffen-Klassifikation ist ein Übergangstyp zwischen III.3 (Subozeanisches Waldklima) und IV.1 (Winterfeucht-sommertrockenes Mediterranklima) anzunehmen; die Karte weist überall III.3 aus. Im Gegensatz zu diesen effektiven Klassifikationen, deren Grenzziehungen aus definierten thermischen und hygrischen Werten entstehen, wurden die Grenzen zwischen den Klimaprovinzen aus der naturräumlichen Gliederung Österreichs abgeleitet.